# أندريه فان دن هوفيك
أندريه فان دن هوفيك (بالهولندية: André van den Heuvel)‏ (و. 1927 – 2016 م) هو ممثل، وممثل دُبلاج، وممثل صوتي درامي، ومغن، ونَحّات، وممثل تلفزيوني، وممثل مسرحي، وممثل أفلام، ومخرج تلفزيوني، ومخرج سينمائي من هولندا .
توفي في أمستردام .

## جوائز
حصل على جوائز منها:
- Arlecchino
- Louis d'Or.

## روابط خارجية
- أندريه فان دن هوفيك على موقع IMDb (الإنجليزية)
- أندريه فان دن هوفيك على موقع ميوزك برينز (الإنجليزية)
- أندريه فان دن هوفيك على موقع أول موفي (الإنجليزية)
- أندريه فان دن هوفيك على موقع ديسكوغز (الإنجليزية)
- أندريه فان دن هوفيك على موقع قاعدة بيانات الفيلم (الإنجليزية)
- أندريه فان دن هوفيك على موقع كينوبويسك (الروسية)